# Vola armatur
|  | Flytteforslag Denne side er foreslået flyttet til Vola. Klik her for at se flytteforslaget. |

Vola Holding A/S eller Vola A/S er en dansk producent af armaturer med hovedkvarter og fabrik i Horsens. Navnet Vola stammer fra Verner Overgaard Lund Armaturer, der fremstillede de første Vola-armaturer i 1968. Vola blev oprindeligt grundlagt som I. P. Lund Sanitetsarmaturer i 1873. Vola er i dag ejet af Karen Overgaard og familie. I 2024 var der 255 ansatte i virksomheden heraf 205 i Vola A/S.

## Historie

### Armatur til Nationalbanken
Da Arne Jacobsen i 1961 vandt en indbudt konkurrence om Nationalbanken i København, blev han kontaktet af Verner Overgaard, som havde en ide om hvordan et armatur til Nationalbanken skulle se ud. Verner Overgaards tanke var, at alle rør skulle bygges ind i væggen, så kun greb og udløb ville være synlige, hvilket var noget helt nyt på daværende tidspunkt.
Et kendetegn ved Arne Jacobsens arbejde var, at alt overflødigt var skåret væk. Enkeltheden og helheden i udtrykket var hans mål. Han fandt derfor også ideen om en helt ny form for armatur interessant og tilbød at arbejde videre med udformningen af selve armaturet.

### Samarbejde
Efter Arne Jacobsens død i 1971, fortsatte samarbejdet med Teit Weylandt, der i sin tid arbejdede for Arne Jacobsen. Senere indledte Carsten Overgaard et samarbejde med Aarhus Arkitekterne A/S om videreudvikling af VOLA serien.